# Lacconotopedilus singularicornis
Lacconotopedilus singularicornis is een keversoort uit de familie Mycteridae. De wetenschappelijke naam van de soort is voor het eerst geldig gepubliceerd in 1935 door Pic.